# Wenceslao Selga Padilla
Wenceslao Selga Padilla CICM (ur. 28 września 1949 w Tubao, zm. 25 września 2018 w Ułan Bator) – filipiński duchowny katolicki posługujący w Mongolii, prefekt apostolski Ułan Bator w latach 2002–2018.

## Życiorys
Święcenia kapłańskie otrzymał 17 marca 1976 w Zgromadzeniu Niepokalanego Serca Maryi. Rok później został misjonarzem w Tajwanie, zaś w 1992 został wysłany do Mongolii. 19 kwietnia 1992 papież Jan Paweł II mianował go przełożonym misji sui iuris Urgi w Mongolii. W 2002 po przekształceniu misji w prefekturę apostolską został pierwszym ordynariuszem prefektury Ułan Bator. 2 sierpnia 2003 podniesiony do godności biskupa tytularnego Tharros. Sakry biskupiej udzielił mu 29 sierpnia 2003 ówczesny prefekt Kongregacji ds. Ewangelizacji Narodów – kardynał Crescenzio Sepe.
Zmarł na atak serca 25 września 2018.